# 미국 국회의사당 경찰
미국 국회의사당 경찰(United States Capitol Police, USCP)은 컬럼비아 특별구와 미국 및 그 영토 전역에서 미국 의회를 보호하는 임무를 맡은 전국적인 관할권을 가진 미국의 연방 법 집행 기관이다. 이 기관은 국회의사당 경찰위원회(Capitol Police Board)의 통제를 받아 미국 연방 정부의 입법부의 지휘를 받는 유일한 연방 법 집행 기관이다.
미국 국회의사당 경찰은 생명과 재산을 보호하고, 범죄 행위를 예방, 탐지 및 조사하며, 의회 건물, 공원 및 도로 전체에 걸쳐 교통 규제를 시행하는 일차적인 책임을 진다. 국회의사당 경찰은 미국 국회의사당 건물과 부지 내에서 주요 관할권을 갖는다. 또한 단지 주변 약 200블록 지역에 대해 미국 공원 경찰과 컬럼비아 특별구 메트로폴리탄 경찰국을 포함한 다른 법집행기관과 동시 관할권을 갖고 있다. 경찰관은 또한 공무 수행 중 폭력 범죄를 목격하거나 인지하게 되면 컬럼비아 특별구 전역에서 집행 조치를 취할 수 있는 관할권을 갖는다.
또한 미국 전역, 미국 영토 및 속령, 컬럼비아 특별구 전역에서 하원의원, 하원의원 및 그 가족을 보호하는 임무를 맡고 있다. 보호 기능을 수행하는 동안 국회의사당 경찰은 미국 전역에 걸쳐 관할권을 갖는다. 비공식적으로는 미국 대통령과 내각의 보호를 담당하는 미국 비밀경호국(United States Secret Service)의 자매 기관으로 간주된다.

## 같이 보기
- 2021년 미국 국회의사당 습격